# Tetragnatha cladognatha
Tetragnatha cladognatha là một loài nhện trong họ Tetragnathidae.
Loài này thuộc chi Tetragnatha. Tetragnatha cladognatha được miêu tả năm 1880 bởi Bertkau.